# Moyenne à la batte (cricket)
Pour les articles homonymes, voir Moyenne à la batte.
La moyenne à la batte (ou moyenne au bâton, en anglais batting average) est une statistique utilisée au cricket pour mesurer les performances d'un batteur au cours d'une série de matchs ou de sa carrière, dans une forme de jeu donnée.

## Définition
La moyenne à la batte est le rapport entre le nombre de courses marquées par un joueur (au cours d'une série ou de sa carrière) et le nombre de manches où il a été éliminé. Plus une moyenne à la batte est élevée, meilleure elle est.

## Records internationaux en carrière
Meilleures moyenne à la batte en fin de carrière (qualification : 20 manches jouées, carrière arrêtée) :
|    | Joueur                               | Moyenne | Période   |
| -- | ------------------------------------ | ------- | --------- |
| 1  | Donald Bradman (Australie)           | 99,94   | 1928-1948 |
| 2  | Graeme Pollock (Afrique du Sud)      | 60,97   | 1963-1970 |
| 3  | George Headley (Indes occidentales)  | 60,83   | 1930-1953 |
| 4  | Herbert Sutcliffe (Angleterre)       | 60,73   | 1924-1935 |
| 5  | Eddie Paynter (Angleterre)           | 59,23   | 1931-1939 |
| 6  | Ken Barrington (Angleterre)          | 58,67   | 1955-1968 |
| 7  | Everton Weekes (Indes occidentales)  | 58,61   | 1948-1958 |
| 8  | Wally Hammond (Angleterre)           | 58,45   | 1927-1947 |
| 9  | Garfield Sobers (Indes occidentales) | 57,78   | 1954-1974 |
| 10 | Jack Hobbs (Angleterre)              | 56,94   | 1908-1930 |

|    | Joueur                                | Moyenne | Période   |
| -- | ------------------------------------- | ------- | --------- |
| 1  | Michael Bevan (Australie)             | 53,58   | 1994-2004 |
| 2  | Zaheer Abbas (Pakistan)               | 47,62   | 1974-1985 |
| 3  | Viv Richards (Indes occidentales)     | 47,00   | 1975-1991 |
| 4  | Glenn Turner (Nouvelle-Zélande)       | 47,00   | 1973-1983 |
| 5  | Gordon Greenidge (Indes occidentales) | 45,03   | 1975-1991 |
| 6  | Dean Jones (Australie)                | 44,61   | 1984-1994 |
| 7  | Matthew Hayden (Australie)            | 43,80   | 1993-2008 |
| 8  | Botta Dippenaar (Afrique du Sud)      | 42,23   | 1999-2007 |
| 9  | Javed Miandad (Pakistan)              | 41,70   | 1975-1996 |
| 10 | Desmond Haynes (Indes occidentales)   | 41,37   | 1978-1994 |